# Il pozzo e le pozzanghere
(G. K. Chesterton, Il pozzo e le pozzanghere, Sei mie conversioni, IV. Il Libro delle preghiere comuni)
Il pozzo e le pozzanghere (The Well and the Shallows) è una raccolta di saggi brevi dello scrittore inglese G. K. Chesterton, pubblicata per la prima volta nel 1935. Come l'autore spiega nell'introduzione, gli scritti nascono con finalità dichiaratamente polemica, per controbattere punto su punto alle critiche mosse dalla società e gli intellettuali del tempo alla Chiesa cattolica, cui Chesterton si era convertito nel 1922. L'opera, scritta con il consueto stile arguto, si confronta con l'insorgere dei totalitarismi in Europa, la crescente secolarizzazione della società e le opposte teorie del capitalismo e del comunismo, cui l'autore propone come sostituito il distributismo.

## Edizioni
- G.K. Chesterton, Il pozzo e le pozzanghere, traduzione di Tommaso Maria Minardi e Pietro Federico, Torino, Lindau, 2011, ISBN 978-88-7180-943-4.